# Brålanda socken
Brålanda socken i Dalsland ingick i Sundals härad, ingår sedan 1974 i Vänersborgs kommun och motsvarar från 2016 Brålanda distrikt.
Socknens areal är 66,93 kvadratkilometer varav 66,48 land. År 2000 fanns här 2 367 invånare.  Tätorten Brålanda med sockenkyrkan Brålanda kyrka ligger i socknen.   

## Administrativ historik
Socknen har medeltida ursprung.
Vid kommunreformen 1862 övergick socknens ansvar för de kyrkliga frågorna till Brålanda församling och för de borgerliga frågorna bildades Brålanda landskommun. Landskommunen utökades 1952 med Gestads landskommun och Sundals-Ryrs landskommun och uppgick 1974 i Vänersborgs kommun.
1 januari 2016 inrättades distriktet Brålanda, med samma omfattning som församlingen hade 1999/2000.  
Socknen har tillhört län, fögderier, tingslag och domsagor enligt vad som beskrivs i artikeln Sundals härad. De indelta soldaterna tillhörde Västgöta-Dals regemente och Valbo kompani.

## Geografi
Brålanda socken ligger norr om Vänersborg kring Frändeforsån. Socknen är en slättbygd på Dalboslätten.

## Fornlämningar
Några boplatser och lösfynd från stenåldern är funna. Från järnåldern finns några mindre gravfält.

## Namnet
Namnet skrevs 1382 Bralanda och kommer från kyrkbyn. Efterleden är land. Förleden kan innehålla ett äldre namn på Frändeforsån vid kyrkan, Bra, 'den glänsande'.

## Befolkningsutveckling
| Befolkningsutvecklingen i Brålanda socken 1780–1990                                                     | Befolkningsutvecklingen i Brålanda socken 1780–1990 | Befolkningsutvecklingen i Brålanda socken 1780–1990 | Befolkningsutvecklingen i Brålanda socken 1780–1990 | Befolkningsutvecklingen i Brålanda socken 1780–1990 |
| --- | --------------------------------------------------- | --------------------------------------------------- | --------------------------------------------------- | --------------------------------------------------- |
| |                                                     |                                                     |                                                     |                                                     |
| År |                                                     |                                                     | Folkmängd                                           |                                                     |
| 1780 | 1780                                                |                                                     | 1 330                                               |                                                     |
| 1790 | 1790                                                |                                                     | 1 253                                               |                                                     |
| 1810 | 1810                                                |                                                     | 1 265                                               |                                                     |
| 1820 | 1820                                                |                                                     | 1 548                                               |                                                     |
| 1830 | 1830                                                |                                                     | 1 956                                               |                                                     |
| 1840 | 1840                                                |                                                     | 2 155                                               |                                                     |
| 1850 | 1850                                                |                                                     | 2 301                                               |                                                     |
| 1860 | 1860                                                |                                                     | 2 584                                               |                                                     |
| 1870 | 1870                                                |                                                     | 2 776                                               |                                                     |
| 1880 | 1880                                                |                                                     | 2 882                                               |                                                     |
| 1890 | 1890                                                |                                                     | 2 548                                               |                                                     |
| 1900 | 1900                                                |                                                     | 2 132                                               |                                                     |
| 1910 | 1910                                                |                                                     | 2 046                                               |                                                     |
| 1920 | 1920                                                |                                                     | 2 169                                               |                                                     |
| 1930 | 1930                                                |                                                     | 2 320                                               |                                                     |
| 1940 | 1940                                                |                                                     | 2 189                                               |                                                     |
| 1950 | 1950                                                |                                                     | 2 248                                               |                                                     |
| 1960 | 1960                                                |                                                     | 2 062                                               |                                                     |
| 1970 | 1970                                                |                                                     | 2 174                                               |                                                     |
| 1980 | 1980                                                |                                                     | 2 586                                               |                                                     |
| 1990 | 1990                                                |                                                     | 2 584                                               |                                                     |
| Anm: Källor: Umeå universitet - Tabellverket 1749-1859, Demografiska databasen, CEDAR, Umeå universitet |                                                     |                                                     |                                                     |                                                     |